# Dereglementare
Dereglementarea este procesul de înlăturare sau reducere a reglementărilor statului, de obicei în sfera economică, dar și anularea reglementării guvernamentale a economiei. A devenit ceva obișnuit în economiile industriale avansate în anii ’70 -’80, ca urmare a noilor tendințe în gândirea economică despre ineficiențele reglementării guvernamentale și a riscului ca agențiile de reglementare să fie controlate de industria reglementată în beneficiul acesteia și, prin urmare, să afecteze consumatorii și economia mai largă. 
Reglementările economice au fost promovate în Gilded Age a Statelor Unite ale Americii, în care reformele progresive au fost oferite ca fiind necesare pentru a limita atitudinile ce minimalizau efectele negative economice, precum abuzul corporatist, munca în condiții nesigure a copiilor, monopolizarea, poluarea și diminuarea ciclurilor de proastă calitate a sculpturilor sau picturilor. La sfârșitul anilor '70, astfel de reforme au fost considerate greoaie în ceea ce privește creșterea economică și mulți politicieni susținători ai neoliberalismului au început să promoveze dereglementarea. 

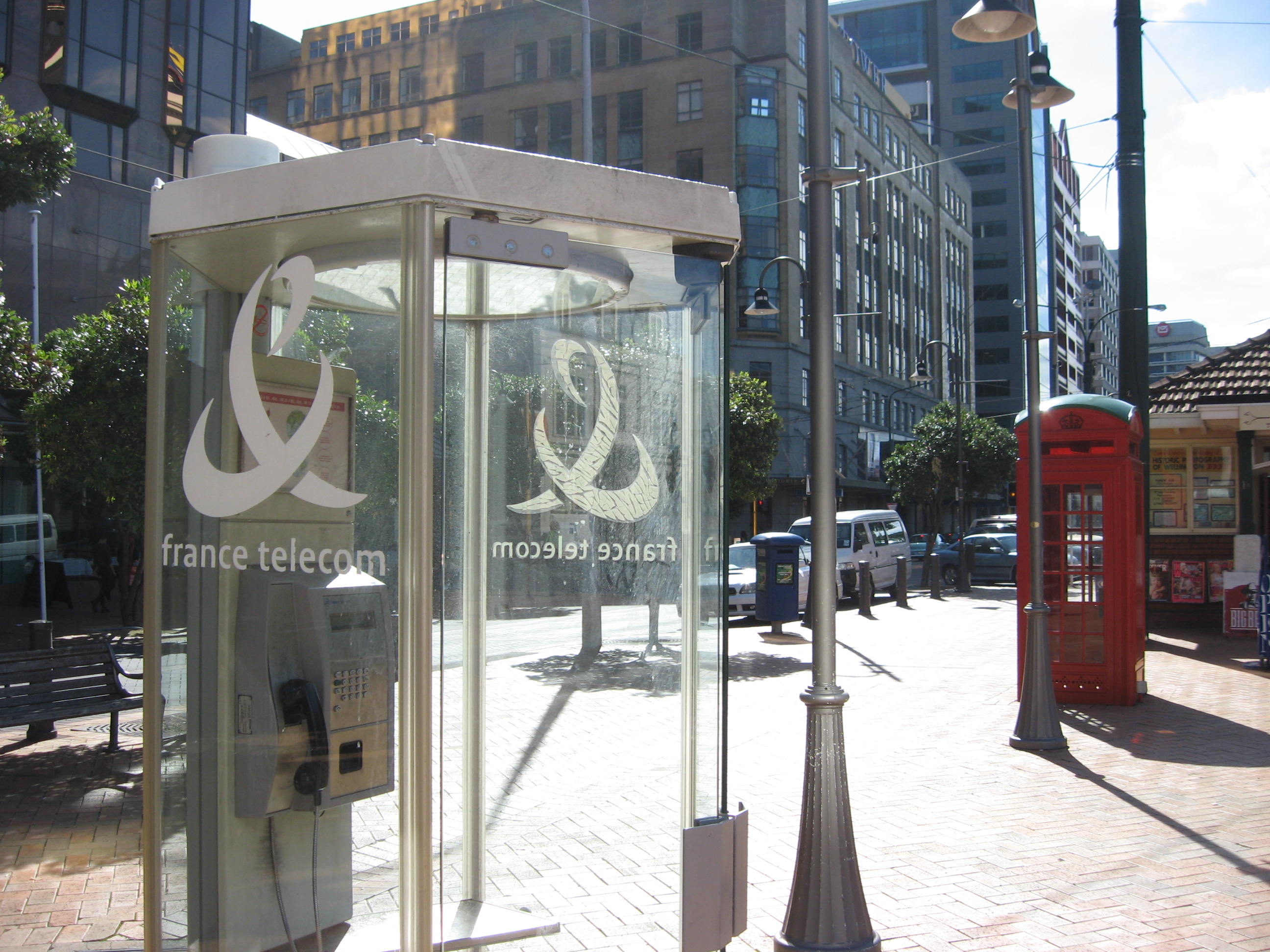
Ca urmare a dereglementării, Orange operează cabine telefonice în Wellington, Noua Zeelandă.

Motivul des folosit pentru deglementare este acela că reglementările mai puține și mai simple vor duce la creșterea nivelului de competitivitate, deci o productivitate mai mare, mai multă eficiență și prețuri mai mici în general. Opoziția față de reglementare poate implica, de obicei, o apreciere cu privire la poluarea mediului înconjurător și standardele de calitate ale mediului (cum ar fi eliminarea reglementărilor privind materialele periculoase), incertitudinea financiară și constrângerea drepturilor de a dispune sau efectua ceva . 
Reforma reglementării este o dezvoltare paralelă, alături de legalizare. Reforma de reglementare se referă la programele organizate și în curs de revizuire a reglementărilor în vederea reducerii minimalizării, a simplificării și a eficientizării acestora. Astfel de eforturi, date de impulsul Regulamentului privind flexibilitatea din 1980, sunt încorporate în Oficiul pentru Informații și Afaceri de Reglementare din cadrul Biroului de Management și Buget al Statelor Unite și în Comisia de reglementare mai bună a Regatului Unit. Analiza cost-beneficiu este frecvent utilizată în astfel de recenzii. În plus, au mai existat inovații în materie de reglementare, de obicei sugerate de economiști, precum comerțul cu emisii. 
Dereglementarea poate fi diferențiată de privatizare, unde privatizarea poate fi considerată ca fiind preluarea furnizorilor de servicii de stat în sectorul privat.

## De la țară la țară

### Argentina
Argentina a suferit o dereglare economică puternică, precum privatizarea, și a avut un curs de schimb fix în timpul administrației Menem (1989-1999). În decembrie 2001, Paul Krugman a comparat Enron cu Argentina, susținând că ambii se confruntă cu o prăbușire economică cauzată de dereglementări excesive. Două luni mai târziu, Herbert Inhaber a susținut că Krugman a confundat corelația cu cauzalitatea și nicio scădere nu a fost cauzată de dereglementări excesive.

### Australia
Premierul muncii, Bob Hawke, a anunțat politica „Regulamentului efectiv minim” în 1986, într-o gamă largă de politici dereglementare. Acesta a introdus cerințe acum cunoscute pentru „declarațiile consecințelor reglementare”, dar respectarea agențiilor guvernamentale a durat de-a lungul mai multor ani. Piața muncii în cadrul guvernelor de muncă Hawke / Keating a funcționat în conformitate cu un acord. În 1996, Partidului Liberal din Australia condus de John Howard, a început rearanjarea pieței muncii, ulterior fiind luată mult mai departe în 2005 prin politica lor, WorkChoices. Oricum, aceasta a fost inversată sub următorul guvern laburist Rudd. 

### Canada
Gazul natural este legalizat în cea mai mare parte a țării, cu excepția unor provincii atlantice și a unor zone precum Insula Vancouver și Medicine Hat. Cea mai mare parte a acestei legalizări s-a produs la mijlocul anilor ’80. Există un serviciu de comparare a prețurilor care operează în unele dintre aceste puteri, în special Ontario, Alberta și BC. Celelalte provincii sunt piețe mici și nu au atras furnizori. Clienții au posibilitatea de a cumpăra de la o companie locală de distribuție (CLD) sau de la un furnizor neautorizat. În majoritatea provinciilor, CLD nu are voie să ofere un contract în funcție de termen, ci doar un preț variabil bazat pe piața la vedere. Prețurile CLD sunt modificate lunar sau trimestrial. 
Provincia Ontario a început să stabilească aprovizionarea cu energie electrică în 2002, dar a fost retrasă temporar din cauza efectului de reacție al alegătorilor și consumatorilor, la volatilitatea prețurilor rezultate. Guvernul încă mai caută un cadru de reglementare de lucru. 
Starea actuală este o structură parțial reglementată în care consumatorii au primit un preț limitat pentru o parte din producția publică. Restul prețului a fost bazat pe prețul pieței și există numeroși furnizori competitivi de contracte de energie. Cu toate acestea, Ontario instalează contoare inteligente în toate casele și întreprinderile mici și schimbă structura prețurilor în ceea ce privesc prețurile pentru perioada de utilizare. Până la sfârșitul anului 2012, toți consumatorii de volum mic vor fi mutați la noua structură a ratei. Există un serviciu de comparare a prețurilor ce operează în aceste jurisdicții. 
Provincia Alberta și-a legalizat furnizarea de energie electrică. Clienții sunt liberi să aleagă cu ce companie să semneze, dar sunt puține companii din care să aleagă, iar prețul energiei electrice a crescut substanțial pentru consumatori, deoarece piața este prea mică pentru a susține concurența. Dacă aleg, pot rămâne cu utilitatea la opțiunea de tarif reglementat.
Fostul premier Ralph Klein a întemeiat întreaga schemă de legalizare pe modelul Enron și a continuat cu aceasta chiar și după criza de electricitate din California, una dezastruoasă și puternic mass-mediatizată (și prăbușirea Enron din cauza practicilor contabile justificate ilegal). 

### Uniunea Europeană
- 2003 Corecții la directiva UE privind licențele software
- Dereglementarea industriei aeriene din Europa, în 1992, le-a oferit transportatorilor dintr-o țară UE dreptul de a opera servicii planificate între alte state ale UE.

#### Irlanda
Industria taxiurilor a fost dereglementată în Irlanda, ceea ce a dus la o conglomerare de taxiuri noi. Acest lucru s-a datorat prețului unei licențe ce a scăzut peste noapte. Numărul de taxiuri a crescut dramatic.

#### Regatul Unit
Guvernul conservator condus de Margaret Thatcher a demarat un program de legalizare și privatizare după victoria lor de la alegerile generale din 1979. Acestea includ autocarul expres ( Transport Act 1980 ), British Telecom (finalizată în 1984), privatizarea serviciilor de autobuz din Londra (1984), serviciile locale de autobuz ( Transport Act 1985 ) și căile ferate (1993). Caracteristica tuturor acestor privatizări a fost aceea că acțiunile lor au fost oferite întregii mase publice. 
În perioada 1997-2010, guvernele de muncă ale lui Tony Blair și Gordon Brown, au dezvoltat un program cu ceea ce au numit „o mai bună reglementare”. Aceasta a inclus un program general pentru departamentele guvernamentale de a revizui, simplifica sau desființa reglementările existente și o abordare „una, o singură abordare” a noilor reglementări. În 1997, cancelarul Brown, a anunțat „eliberarea” Băncii Angliei pentru a fixa politica monetară. Au eliberat Banca Angliei de sub controlul guvernamental  în mod direct și au înlăturat puterea de către Banca Angliei (și, prin urmare, de către guvern) de la controlul activităților financiare ale băncilor din Marea Britanie. În 2006, a fost introdusă o nouă legislație primară (Legea legislativă și de reglementare a reformei din 2006 ) pentru a stabili principii statutare și un cod de practică, ce le acceptă miniștrilor să facă ordine de reformă în materie de reglementare (ORR) pentru a face față legilor mai vechi pe care le consideră că nu sunt în vigoare, lipsite de importanță sau irelevante. Acest act a fost de multe ori criticat și numit „Desființarea actului Parlamentului”.     
Noua forță de muncă nu a privatizat multe servicii deținute de public, deoarece majoritatea fuseseră deja privatizate de guvernul conservator din urmă. Cu toate acestea, unele afaceri de stat, cum ar fi Qinetiq, au fost privatizate. Însă, o mare parte din lucrările de infrastructură și de întreținere efectuate anterior de către departamentele guvernamentale au fost lărgite (aprovizionate) de către întreprinderi private în cadrul parteneriatului public-privat, cu licitație competitivă pentru contracte într-un cadru de reglementare. Aceasta a inclus proiecte mari, cum ar fi construirea de noi spitale pentru NHS (Sistemul Național de Sănătate), construirea de noi școli de stat și menținerea metroului londonez. Aceste privatizări nu au fost oferite niciodată publicului larg pentru a cumpăra acțiuni, acestea fiind oferite doar societăților comerciale.     

### Noua Zeelandă

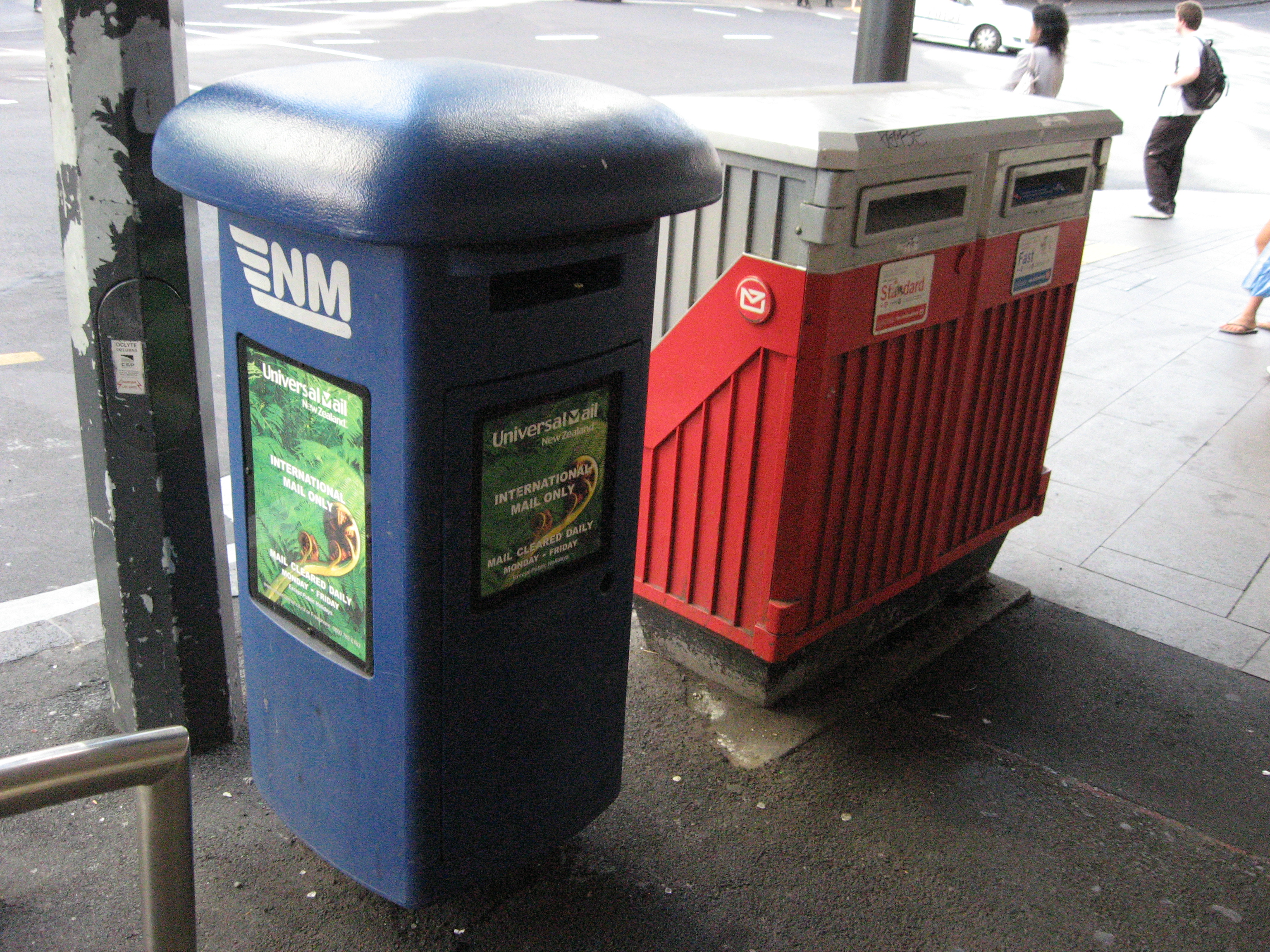
Încă de la dereglementarea sectorului poștal, diferiți operatori poștali pot instala cutii de colectare a poștelor pe străzile din Noua Zeelandă.

Guvernele din Noua Zeelandă au adoptat politici de legalizare extinsă din 1984 până în 1995. La început a fost inițiat de al patrulea Guvern al Forței de Muncă din Noua Zeelandă, iar politicile de legalizare au fost ulterior continuate de al patrulea Guvern Național din Noua Zeelandă. Politicile aveau scopul de a liberaliza economia și erau vrednice de luat în seamă pentru acoperirea și inovațiile lor foarte concise. Politici specifice includ: variația cursului de schimb; înființarea unei bănci independente de rezervă; contracte de performanță pentru funcționarii publici superiori; reforma finanțelor din sectorul public pe baza contabilității de angajare; neutralitatea fiscală; agricultură fără subvenții și reglementarea concurenței neutre din industrie. Creșterea economică a fost reluată în 1991. Noua Zeelandă a fost schimbată dintr-o economie oarecum închisă și controlată central într-una dintre cele mai deschise economii din OCDE(Organizația pentru Cooperare și Dezvoltare Economică). Drept urmare, Noua Zeelandă a trecut de la a avea o reputație de țară aproape socialistă la a fi considerată una dintre cele mai favorabile afaceri din lume, lângă Singapore. Cu toate acestea, criticii susțin că legalizarea a adus mici beneficii unor sectoare ale societății și a determinat o mare parte a economiei din Noua Zeelandă (inclusiv aproape toate băncile) să devină proprietate străină.     

### Rusia
Rusia a trecut prin ample eforturi de dereglementare (și privatizare concomitentă) la sfârșitul anilor '90, sub conducerea lui Boris Elțin, acum schimbată parțial de Vladimir Putin. Miza principală a dereglementării a fost sectorul energiei electrice ( RAO EES - companie de energie electrică în Rusia, acum inexistentă), căile ferate și utilitățile comunale legate, puse pe al doilea loc. Dereglementarea sectorului gazelor naturale (Gazprom) este una dintre cele mai frecvente cerințe ale Rusiei de către Statele Unite și Uniunea Europeană. 

### Statele Unite

#### Istoria reglementării
O problemă care a încurajat dereglementarea a fost modul în care industriile reglementate au controlat adesea agențiile de reglementare guvernamentale, folosindu-le pentru a servi intereselor industriilor. Chiar și în cazul în care organele de reglementare au început să funcționeze independent, un proces cunoscut sub numele de proces de reglementare s-a observat ca deseori interesele industriei le domină pe cele ale consumatorului. Un model similar a fost observat cu procesul legalizării în sine, adesea controlat în mod eficient de către industriile reglementate prin influența procesului legislativ. Astfel de forțe politice există însă în multe alte forme pentru alte grupuri de interes special. Câteva dintre exemplele de dereglementare din Statele Unite în stabilirea industriilor sunt serviciile bancare, telecomunicațiile, companiile aeriene și resursele naturale. 
În timpul perioadei progresiste (anii 1890 – 1920), președinții Theodore Roosevelt, William Howard Taft și Woodrow Wilson au instituit reglementări cu privire la anumite aspecte ale economiei americane, monitorizând, în special, marile afaceri și industrie. Unele dintre reformele lor de bază sunt îndreptate către consolidarea încrederii (ce implică distrugerea și interzicerea monopolurilor), crearea de legi în favoarea consumatorului american, crearea unui impozit federal pe venit (prin al șaisprezecelea amendament; impozitul pe venit a utilizat o structură fiscală progresivă, orientată, în special, către mărirea impozitelor pentru cei bogați), înființarea Rezervei Federale, scurtarea orelor de muncă, mărirea salariilor, îmbunătățirea condițiilor de muncă, acordarea de drepturi și privilegii sindicatelor, protecția drepturilor greviștilor, interzicerea practicilor de muncă neloiale și furnizarea mai multor servicii sociale claselor de lucru și asigurarea muncitorilor neangajați cu rețele de securitate socială. Aceste măsuri facilitează crearea unei bunăstări în Statele Unite și, în cele din urmă, în majoritatea țărilor dezvoltate. 
În timpul președințiilor lui Warren Harding (1921–23) și a lui Calvin Coolidge (1923–29), guvernul federal a urmărit, în general, politici economice laissez-faire. După debutul Marii Crize, președintele Franklin D. Roosevelt a pus în aplicare numeroase reglementări economice, inclusiv Legea Națională de Recuperare Industrială (care a fost anulată, ulterior, de Curtea Supremă), reglementarea camioanelor, companiilor aeriene și a industriei comunicațiilor, implementarea valorilor mobiliare. Actul de schimb din 1934 și Legea Stea-Steagall, care a fost adoptată în 1933. Majoritatea reglementărilor din anii 1930 au rămas în mare parte până la guvernarea lui Richard Nixon. În susținerea politicilor sale îndreptate către limitarea concurenței, președintele Roosevelt a învinovățit excesele marilor afaceri pentru provocarea unui balon economic. Cu toate acestea, istoricii nu au reușit să ajungă la un consens în descrierea relației de cauzalitate dintre diverse evenimente și rolul politicii economice a guvernului în determinarea sau ameliorarea Crizei. 

#### Dereglementarea între 1970–2000
Dereglementarea a dobândit impuls în anii ’70, influențată fiind de cercetările demarate in cadrul școlii de economie din Chicago, dar și de teoriile lui George Stigler și ale altor oameni. Noile idei au fost adoptate pe scară largă atât de liberali, cât și de conservatori. Două „reflecții” de la Washington, Instituția Brookings și American Enterprise Institute, și-au manifestat activitatea în organizarea de seminarii și publicarea de studii, care, în anii 1970-1980, pledau pentru inițiative de dereglare. Economistul Cornell, Alfred E. Kahn, a jucat un rol primordial atât în teoretizarea, cât și în participarea la eforturile Administrației Carter de a dereglementa transportul.

##### Transportul
Transportul a fost prima propunere cuprinzătoare de dereglementare a unei industrii majore din Statele Unite, își are originile în Administrația Richard Nixon și a fost înaintată Congresului la sfârșitul anului 1971. Această propunere a fost inițiată și dezvoltată de un grup interdepartamental, care a inclus Consiliul Consultanților Economici (reprezentați de Hendrik Houthakker și Thomas Gale Moore  ), Biroul de afaceri al Casei Albe (reprezentat de Jack Pearce), Departamentul de Justiție, Departamentul de Transport, Departamentul Muncii și alte agenții. 
Propunerea s-a referit atât la transportul feroviar cât și la camioane, dar nu și la transportul aerian. (Congresul 92d, proiectul de lege 2842 al Senatului). Dezvoltatorii acestei legislații din administrația respectivă au urmărit să câștige sprijinul cumpărătorilor comerciali ai serviciilor de transport, organizațiilor de consumatori, economiștilor și liderilor organizației de mediu. Această coaliție a „societății civile” a devenit un model pentru coalițiile influente în eforturile de legalizare a transportului aerian, iar cele cele țin de camioane, un deceniu mai târziu. 
După ce Nixon a părăsit funcția, președinția Gerald Ford, a asigurat trecerea primei schimbări semnificative a politicii de reglementare într-o direcție pro-concurențială, cu interesele aliate în Legea de Revitalizare și Reformă a Reglementărilor din 1976 . Președintele Jimmy Carter a depus eforturi considerabile pentru dereglementarea transportului și a lucrat cu lideri ai Congresului și ai societății civile pentru a adopta Legea privind retragerea liniei aeriene (24 octombrie 1978), Legea feroviară Staggers (semnată 14 octombrie 1980) și Legea transportatorilor auto din 1980 ( semnat la 1 iulie 1980). 
Acestea au fost actele majore de dereglementare în transporturi care au stabilit cadrul general ideal și normativ, care a înlocuit sistemele de reglementare puse în aplicare între anii 1880 și 1930. Tema des întâlnită a acestor acte a fost de a reduce barierele la intrarea pe piețele de transport și de a promova prețurile competitive mai independente în rândul furnizorilor de servicii de transport. De asemenea, de a înlocui forțele competitive ale pieței eliberate pentru un control regulat și detaliat al intrării și ieșirii, și al creării prețurilor în transportul piețelor. Astfel, a apărut dereglementarea, deși au fost puse în aplicare reglementări pentru promovarea concurenței. 
Președintele SUA, Ronald Reagan, a promis că va face campanie în ceea ce privește revizuirea reglementărilor de mediu. Devotamentul său față de credințele economice ale lui Milton Friedman l-a determinat să promoveze dereglementarea finanțelor, agriculturii și transporturilor. O serie de acte normative importante au fost necesare pentru a rezolva procesul de promovare a concurenței în transporturi. Autobuzele destinate curselor între alte state  au fost soluționate în 1982, în Legea privind reforma în domeniul reglementării autobuzelor din 1982. Expeditorii de mărfuri (transportatorii de marfă) au obținut mai multe libertăți în Legea privind anularea transportatorilor de marfă superficială din 1986 . Întrucât multe state au continuat să reglementeze operațiunile transportatorilor auto în propriul stat, aspectul interstatal al industriilor de transport și autobuze a fost abordat în Legea de autorizare a administrației aviației federale din 1994, care prevedea că „o subdiviziune politică a unui stat, sau autoritatea politică din două sau mai multe state nu poate adopta sau aplica o lege, un regulament sau o altă dispoziție care are forța și efectul legii referitoare la preț, rută sau serviciul unui transportator auto. " 49 U.S.C. § 14501   (c) (1) (Supp. V 1999). 
Transportul pe mare a fost ultimul vizat. Acest lucru a fost realizat în două acte, Legea privind transportul maritim din 1984 și Legea privind reforma navală din 1998. Aceste acte erau mai puțin detaliate decât legislația referitoare la transportul intern din SUA, prin faptul că au lăsat în aplicare sistemul „conferinței” în transportul maritim internațional de linie oceanică, care întruchipa istoric mecanismele de cartel. Totuși, aceste acte au permis efectuarea independentă a ratelor de către participanții la conferințe, iar Legea din 1998 a permis ratele contractelor secrete, care tind să reducă prețurile colective ale transportatorilor. Potrivit Comisiei maritime federale a Statelor Unite, într-o evaluare din 2001, aceasta pare să fi deschis o activitate competitivă substanțială în transportul oceanic, cu rezultate economice avantajoase. 
Legea privind retragerea liniilor aeriene este un exemplu de act de dereglare a cărui reușită a fost pusă sub semnul întrebării. Odată cu dereglementarea, prețurile reale pentru călătoriile aeriene au scăzut cu mai mult de jumătate, iar călătorii au mai multe opțiuni; dar au existat întrebări cu privire la perturbări, pensii ale angajaților și lipsa serviciilor orașelor mici.

##### Energia
Legea privind alocarea de urgență a petrolului a fost o lege de reglementare, constând dintr-o combinație de reglementări și dereglementări, care au refuzat să dea un  răspuns la creșterea prețurilor OPEC și la controalele prețurilor interne care au afectat criza petrolului din 1973 în Statele Unite. După adoptarea acestei legislații federale, numeroase legislații de stat cunoscute sub numele de programe de alegere a gazelor naturale au apărut în mai multe state, precum și în Districtul Columbia. Programele de alegere a gazelor naturale permit utilizatorilor de gaze naturale de volum mic și rezidențial să compare cumpărăturile de la furnizorii de gaze naturale cu companiile de utilități tradiționale. În prezent, sute de furnizori de gaze naturale nereglementate federal operează în SUA. Caracteristicile de reglementare ale Programelor de Alegere a Gazelor Naturale variază între legile din 21 de state adoptate în prezent (începând cu 2008). 
Dereglementarea sectorului energiei electrice în SUA a început în anul 1992. Legea privind politica energetică din 1992 a eliminat în masă obstacolele în ceea ce privește concurența de energie electrică, dar dereglarea trabuia să fie introdusă în toate statele. În aprilie 2014, 16 state americane ( Connecticut, Delaware, Illinois, Maine, Maryland, Massachusetts, Michigan, Montana, New Hampshire, New Jersey, New York, Ohio, Oregon, Pennsylvania, Rhode Island și Texas ) și Republica Columbia au introdus piețe dereglementate de energie electrică pentru consumatori. În plus, șapte state ( Arizona, Arkansas, California, Nevada, New Mexico, Virginia și Wyoming ) au început procesul de dereglementare a energiei electrice într-o anumită măsură, dar de atunci fiind suspendate încercările de dereglementare.

##### Comunicațiile
Dereglementarea a fost pusă în aplicare în industria comunicațiilor de către guvern la începutul perioadei de Tranziție a Canalelor Multiple. Această dereglementare a pus în aplicare o diviziune a muncii între studiouri și rețele. Mijloacele de comunicații din Statele Unite (și cele de la nivel internațional) sunt domenii în care atât tehnologia, cât și politica de reglementare au fost într-o schimbare. Dezvoltarea rapidă a tehnologiei de calcul și a mijloacelor de comunicații - în special internetul - au crescut dimensiunea și varietatea ofertelor mijloacelor de comunicații. Companiile de telefonie fixă tradițională, fără fir și cu cablu își invadează din ce în ce mai mult piețele tradiționale și concurează într-o gamă largă de activități. Comisia Federală de Comunicații și Congresul încearcă să faciliteze această evoluție. În gândirea economică, dezvoltarea acestei competiții ar pleda împotriva controlului reglementar detaliat al prețurilor și ofertelor de servicii și, prin urmare, ar favoriza dereglementarea prețurilor și intrarea pe piețe. Pe de altă parte, există o preocupare reală în ceea ce privește concentrarea proprietății mass-media, rezultată din relaxarea controalelor istorice asupra proprietății mass-media, menite să protejeze diversitatea punctelor de vedere și discuții deschise în societate, despre ceea ce unii percep ca prețuri ridicate în ofertele companiilor de cablu. 

##### Finanțe
Sectorul financiar din SUA a cunoscut o dereglementare considerabilă în ultimele decenii, ceea ce a permis asumarea unui risc mai mare. Sectorul financiar și-a folosit influența politică considerabil în Congres și în instituția politică din SUA, și a influențat ideologia instituțiilor politice, făcând presiuni pentru o mai mare dereglementare. Printre cele mai importante dintre modificările de reglementare s-a numărat Legea privind dreptul de reglementare a Instituțiilor de Depozitare și Controlul Monetar din 1980, care a abrogat părțile din Legea Glass-Steagall privind reglementarea ratei dobânzii prin intermediul serviciilor bancare de vânzare. Legea de Modernizare a Serviciilor Financiare din 1999 a abrogat o parte din Legea Glass-Steagall din 1933, care înlătură barierele pe piață între companiile bancare, companiile de valori mobiliare și companiile de asigurări care interziceau oricărei instituții să acționeze ca o combinație dintre o bancă de investiții, o bancă comercială și o companie de asigurări. 
O asemenea dereglementare a sectorului financiar din Statele Unite a favorizat creșterea riscului firmelor din sectorul financiar prin crearea de instrumente și practici financiare inovatoare, precum înființarea de noi produse financiare, inclusiv securizarea obligațiilor de împrumut de diferite tipuri, și schimburi de creditare. Asumarea riscului a provocat o serie de crize financiare, inclusiv criza de economii și împrumuturi, criza de Gestionare a Capitalului pe Termen Lung (GCTL), fiecare necesitând ajutoare financiare importante, și  declanșând scandalurile derivative din 1994. Aceste avertismente au fost ignorate pe măsură ce dereglementarea financiară a continuat, având în vedere chiar inadecvarea autoreglementării industriei, așa cum rezultă din colapsul sistemului financiar și al planului de salvare. Planul de salvare GCTL din 1998 a trimis un semnal către marile firme financiare „prea-mari-pentru-a-eșua” precum că nu vor trebui să sufere consecințele riscurilor pe care și le asumă. Prin urmare, asumarea riscului permis de dereglementare și încurajat de planul de salvare, a pregătit terenul pentru Criza Financiară din 2007-2008.

#### Domeniul legislației
- 1976 - Legea de îmbunătațiri antimonopol Hart-Scott-Rodino PL 94-435
- 1977 - Legea de urgență privind gazele naturale PL 95-2
- 1978 - Legea privind dereglementarea liniei aeriene PL 95-50
- 1978 - Legea privind politica națională a gazelor PL 95-621
- 1980 - Legea privind dereglementarea și controlul monetar al instituțiilor de depozitare PL 96-221
- 1980 - Legea privind automobilele englezești Motor Carrier 96-296
- 1980 - Legea Flexibilității Legislative PL 96-354
- 1980 - Legea Staggers Rail PL 96-448
- 1982 - Garn – Legea instituțiilor depozitare Germain PL 97-320
- 1982 - Legea privind reforma în domeniul reglementării autobuzelor PL 97-261
- 1989 - Legea de eliminare a controlului la gurile de puț a gazelor naturale PL 101-60
- 1992 - Legea națională privind politica energetică PL 102-486
- 1996 - Legea telecomunicațiilor PL 104-104
- 1999 - Legea Gramm-Leach-Bliley PL 106-102

## Controversă
Mișcarea de dereglementare de la sfârșitul secolului al XX-lea a avut efecte economice importante și a generat controverse considerabile. Așa cum indică secțiunile precedente ale acestui articol, mișcarea s-a bazat pe perspective intelectuale care prevedeau un domeniu de aplicare pentru forțele de pe piață, iar perspectivele opuse au fost puse în joc în discursurile naționale și internaționale. 
Mișcarea către o mai mare încredere a forțelor pieței a fost strâns legată de creșterea globalizării economice și instituționale aproximativ între anii 1950 și 2010.     
Criticii liberalizării economice și a dereglementării menționează avantajele reglementării și consideră că anumite reglementări nu denaturează piețele, ci le permit companiilor să fie în continuare competitive sau, după unii, să crească în concurență. În măsura în care statul joacă un rol important prin probleme precum drepturile de proprietate, reglementările adecvate sunt considerate de unii oameni „esențiale pentru a realiza beneficiile liberalizării serviciilor”. 
Criteriile de dereglementare menționează deseori nevoia de reglementare pentru a: 
- crea condiții de concurență echitabile și de a asigura concurența (de exemplu, prin asigurarea că noii furnizori de energie au acces competitiv la rețeaua națională);
- menține standardele de calitate pentru servicii (de exemplu, menționând cerințele de calificare pentru furnizorii de servicii);
- proteja consumatorii (de exemplu, împotriva înșelătoriei);
- asigura furnizarea suficientă de informații (de exemplu, despre caracteristicile serviciilor concurente);
- preveni degradarea mediului (de exemplu, care rezultă din niveluri ridicate de dezvoltare turistică);
- garanta un acces larg la servicii (de exemplu, asigurarea unor zone mai sărace în care profitul este mai scăzut, fiind furnizate și cu servicii de electricitate și sănătate);
- preveni instabilitatea financiară și pentru a proteja economiile consumatorilor de asumarea excesivă a riscurilor de către instituțiile financiare.

### Pentru dereglementare
Mulți economiști au ajuns la concluzia că o evoluție a dereglementării va crește bunăstarea economică pe termen lung și un sistem durabil de piață liberă. În ceea ce privește piața de energie electrică, academicianul contemporan Adam Thierer, spune că „Primul pas către crearea unei piețe libere a energiei electrice este abrogarea statutelor și reglementărilor federale care împiedică concurența electricității și alegerea consumatorilor.” Acest punct de vedere se întinde în urmă cu multe secole. Poate unul dintre cei mai faimoși economiști, Adam Smith, a argumentat beneficiile dereglementării în lucrarea sa, „Avuția Națiunilor”: 
 [Fără restricții comerciale], sistemul simplu și evident de libertate naturală se stabilește de la sine. Fiecare om ... este lăsat complet liber să-și urmărească propriul interes în felul său. . . . Suveranul este complet achitat de la o datorie [pentru care] nicio înțelepciune sau cunoaștere umană nu ar putea fi vreodată suficientă; datoria de a supraveghea industria persoanelor private și de a conduce către angajările cele mai potrivite interesului societății. 
 Cercetătorii care susțin că dereglementarea este benefică pentru societate, citează adesea ceea ce este cunoscută sub denumirea de Legea de Fier a Regulamentului, care afirmă că, în cele din urmă, toate reglementările duc la o pierdere netă a bunăstării sociale.

### Împotriva dereglementării
Sharon Beder, scriitor la „PR Watch”, a spus că „Dereglementarea energiei electrice trebuia să aducă prețuri mai scăzute ale energiei electrice și mai multe opțiuni ale furnizorilor pentru gospodari. În schimb, aceasta a adus prețuri de vânzare extrem de instabile și a subminat siguranța furnizării de energie electrică."
William K. Black susține că o dereglementare necorespunzătoare a ajutat la crearea unui mediu criminogen în industria economiilor și a împrumuturilor, ceea ce a atras fraude de control, precum Charles Keating, ale căror contribuții masive de campanie politică au fost utilizate cu succes pentru a elimina și mai mult supravegherea reglementării. Combinația a întârziat în mod semnificativ acțiunile guvernamentale eficiente, crescând astfel substanțial pierderile atunci când schemele frauduloase Ponzi s-au prăbușit și au fost expuse în cele din urmă. După prăbușire, autoritățile de reglementare din cadrul Oficiului Controlorului Monedei (OCC) și al Oficiului de Supraveghere a Economiei (OSE) au fost în sfârșit autorizate să depună mii de plângeri penale, care au condus la peste o mie de condamnări de infracțiune ale unor economii importante și credite din surse din interior. În schimb, între 2007 și 2010, OCC și OSE combinate nu au făcut deloc sesizări penale; Black a concluzionat că frauda financiară de elită a fost efectiv decriminalizată.
Economistul Jayati Ghosh consideră că dereglementarea este responsabilă de creșterea volatilității prețurilor pe piața mărfurilor. Acest lucru afectează în special oamenii și economiile din țările în curs de dezvoltare. Omogenizarea din ce în ce mai mare a instituției financiare, care poate fi, de asemenea, un rezultat al dereglementării, se dovedește a fi o preocupare majoră pentru micii producători din aceste țări.

## Informații suplimentare
- Barnum, John W (15 septembrie 1998), What Prompted Airline Deregulation 20 Years Ago? Presentation to the Aeronautical Law Committee of the Business Law Section of the International Bar Association, accesat în 17 august 2009
- Belzer, Michael H. (24 august 2000). Sweatshops on Wheels: Winners and Losers in Trucking Deregulation. Oxford University Press, USA. p. 272. ISBN 978-0-19-512886-4. Parametru necunoscut |tip= ignorat (ajutor) Belzer, Michael H. (24 august 2000). Sweatshops on Wheels: Winners and Losers in Trucking Deregulation. Oxford University Press, USA. p. 272. ISBN 978-0-19-512886-4. Parametru necunoscut |tip= ignorat (ajutor) Belzer, Michael H. (24 august 2000). Sweatshops on Wheels: Winners and Losers in Trucking Deregulation. Oxford University Press, USA. p. 272. ISBN 978-0-19-512886-4. Parametru necunoscut |tip= ignorat (ajutor) Belzer, Michael H. (24 august 2000). Sweatshops on Wheels: Winners and Losers in Trucking Deregulation. Oxford University Press, USA. p. 272. ISBN 978-0-19-512886-4. Parametru necunoscut |tip= ignorat (ajutor)  Belzer, Michael H. (24 august 2000). Sweatshops on Wheels: Winners and Losers in Trucking Deregulation. Oxford University Press, USA. p. 272. ISBN 978-0-19-512886-4. Parametru necunoscut |tip= ignorat (ajutor)  Belzer, Michael H. (24 august 2000). Sweatshops on Wheels: Winners and Losers in Trucking Deregulation. Oxford University Press, USA. p. 272. ISBN 978-0-19-512886-4. Parametru necunoscut |tip= ignorat (ajutor) ISBN: 978-0-19-512886-4 ISBN   978-0-19-512886-4 .
- Derthick, Martha; Quirk, Paul J. (septembrie 1985), The Politics of Deregulation, Brookings Institution, ISBN 978-0-8157-1817-8  Derthick, Martha; Quirk, Paul J. (septembrie 1985), The Politics of Deregulation, Brookings Institution, ISBN 978-0-8157-1817-8
- Kahn, Alfred E. „Dereglementarea: privirea înapoi și privirea înainte”. Yale Journal on Regulation 7 (1990): pp.   325+ online
- Kahn, Alfred E., „Airline deregulation”, Concise Encyclopedia of Economics
- Moore, Thomas Gale (1988), „Rail and Truck Reform: The Record So Far”, Regulation
- Peltzman, Sam. "Teoria economică a reglementării după un deceniu de dereglare". Documente Brookings privind activitatea economică. Microeconomie (1989): 1–59. pe net
- Robyn, Dorothy (1 ianuarie 1987), Braking the Special Interests, University of Chicago Press, ISBN 978-0-226-72328-0  Robyn, Dorothy (1 ianuarie 1987), Braking the Special Interests, University of Chicago Press, ISBN 978-0-226-72328-0